# Nagara (řeka)
Nagara (長良川, Nagara-gawa), dříve Sunomata (墨俣川, Sunomata-gawa), je řeka protékající městem Gudžó v prefektuře Gifu v Japonsku, která ústí ve městě Kuwana v prefektuře Mie. Společně s řekami Kiso a Ibi patří řeka Nagara mezi trio nazývané Tři řeky Kiso (木曽三川, Kiso-Sansen). Řeka je dlouhá 166 km s rozlohou 1,985 km². Nachází se v regionu Čúbu a vlévá se do zálivu Ise.

## Průběh toku
Řeka Nagara je známa pro svou čistotu, a tak bývá označována za jednu ze „tří čistě tekoucích řek v Japonsku“ společně s řekami Kakita a Šimanto. V roce 1988 a 2001 byla řeka řazena mezi nejpopulárnější místa ke koupání. Je také velmi populární turistickou oblastí kvůli horkým pramenům Nagaragawa Onsen (převážně ve městě Gifu).
Po proudu se řeka Nagara několikrát slučuje a rozděluje s řekami Kiso a Ibi. Ačkoli je Nagara považována za část řeky Kiso, různé stavební projekty v průběhu historie držely řeky oddělené až k ústí.
Další stavební projekty změnily tok řeky. Do období Šówa z Nagary pramenily dvě menší řeky, ale stavba v roce 1939 přetvořila trasu toku, která již přetrvává. Díky tomuto projektu bylo znovu získáno 160 ha půdy, na které se postavilo Pamětní Centrum Gifu, školy a další budovy.

## Lov s kormorány na řece Nagara

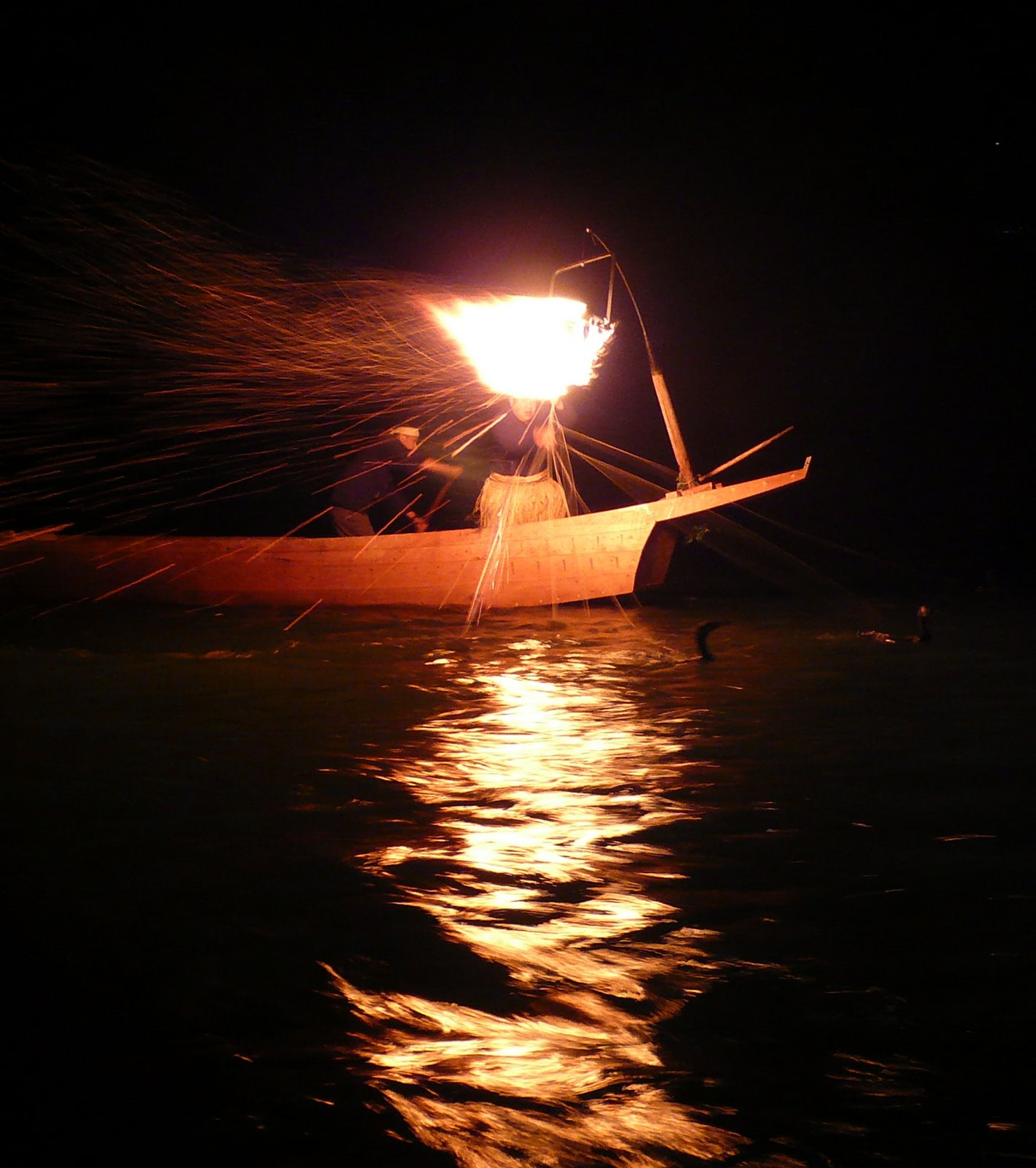
Rybaření s kormorány na řece Nagara ve městě Gifu

Lov s kormorány patří mezi dlouholetou tradici, spočívající ve využití kormoránů k lovu různých ryb v řekách a jezerech. Lov probíhá ve dvou městech: Gifu, kde se mu říká „lov ryb s kormorány na řece Nagara“ a Seki, kde se mu říká „Oze, lov ryb s kormorány“ (小瀬鵜飼, Oze-Ukai).